# Stidda

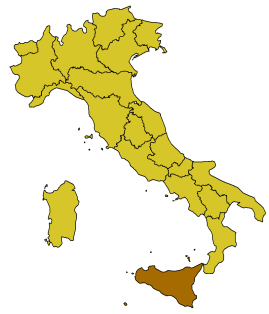
Sizilien in Italien

Die Stidda ist eine kriminelle Organisation auf Sizilien. Sie ist der sizilianischen Cosa Nostra ähnlich, hat aber weniger Mitglieder und ist weniger hierarchisch strukturiert. Gegründet wurde sie vermutlich Ende der 1970er/Anfang der 1980er Jahre von ehemaligen Mitgliedern der Cosa Nostra, die sich abgespalten hatten. Die Zahl der Mitglieder wird derzeit ([veraltet]Stand 2017) auf 5000 geschätzt. Durch zahlreiche Verhaftungen hat die Organisation wieder an Bedeutung verloren.
Über die Stidda gibt es bisher wenig sichere Informationen. Die ersten Aussagen über die Organisation machte der Pentito Francesco Marino Mannoia 1989 in einem Gespräch mit Giovanni Falcone. Der Name Stidda (sizilianisch für ‚Stern‘ sowie in einer anderen Bedeutung auch ‚Pech‘) weist auf das Erkennungszeichen der Mitglieder hin. Die Stiddari oder Stiddaroli tätowieren sich einen kleinen, fünfzackigen Stern zwischen Daumen und Zeigefinger der rechten Hand.
Die Organisation ist ähnlich gewalttätig wie die Cosa Nostra, aber weniger hierarchisch aufgebaut. Die Mitglieder haben sich nach dem Zweiten Mafiakrieg von der Cosa Nostra abgespalten. Dies führte zu Beginn der 1990er Jahre zu einem blutigen Krieg zwischen der Cosa Nostra und der Stidda mit mehreren hundert Toten. Während die Cosa Nostra besonders in den 1980er und 1990er Jahren geradezu autokratisch vom „Boss der Bosse“ Salvatore Riina regiert wurde, ist die Stidda netzwerkartig und horizontal strukturiert und ähnelt insofern mehr der kalabrischen ’Ndrangheta.
Die einzelnen Gruppen sind unabhängig voneinander vor allem in den Freien Gemeindekonsortien Agrigent, Caltanissetta,  Ragusa und Syrakus aktiv. Die Städte, in denen die Stidda nachweisbar präsent ist, sind Agrigent, Camastra, Campobello di Licata, Canicattì, Licata, Favara, Palma di Montechiaro, Racalmuto und Vittoria.
Mit der Darstellung der Stidda im Zusammenhang mit Verfolgungen und der deutschen Polizei beschäftigte sich die Tatort-Folge Kopper aus Ludwigshafen vom Januar 2018.